# Pavla Králová
Pavla Králová, rozená Pichlová (3. března 1896 Plzeň – 24. října 1942 koncentrační tábor Mauthausen) patřila spolu se svým manželem Václavem Králem v protektorátní době ke členům plzeňského odboje, k podporovatelům a ubytovatelům parašutistů výsadků Anthropoid, Out Distance, Silver A a Steel.

## Stručný životopis
Pavla Králová, roz. Pichlová, byla od roku 1923 provdána za plzeňského policistu Václava Krále. Manželé Královi bydleli od roku 1923 v Plzni v ulici Pod Záhorskem 1. V roce 1925 se jim narodila dcera Helena Králová. Pavla Králová byla za Protektorátu Čechy a Morava (společně se se svým manželem vrchním policejním inspektorem ve výslužbě) zapojena do protinacistického odboje na Plzeňsku. Václav Král obstarával odbojářům falešné protektorátní doklady a celá rodina poskytovala ve svém bytě ubytování parašutistům rotmistru Jozefu Gabčíkovi a rotmistru Janu Kubišovi z paraskupiny Anthropoid. Rodina Václava a Pavly králových v Plzni patřila statisticky k prvním úspěšným podporovatelům operační skupiny Anthropoid.) Dne 23. dubna 1942 večer se v bytě Králových sešli Jozef Gabčík a Jan Kubiš (výsadek Athropoid), Josef Valčík a Alfréd Bartoš (výsadek Silver A) a Adolf Opálka a Karel Čurda (výsadek Out Distance), aby naplánovali podrobnosti pozemní součinnosti při spojeneckém bombardování Škodových závodů v noci 26. dubna 1942. Po zradě Karla Čurdy na pražském gestapu 16. června 1842 byla rodina prozrazena a všichni její členové byli 17. června 1942 zatčeni gestapem. (Plzeňská rodina Králových patřila statisticky mezi první rodiny, které byly Karlem Čurdou německým vyšetřovatelům vyzrazeni a gestapem mezi prvními i zatčeni.) Všichni členové rodiny (Václav, Pavla i sedmnáctiletá Helena) byli stanným soudem v Praze v nepřítomnosti dne 29. září 1942 odsouzeni k trestu smrti. Nejprve byli vězněni v Praze na Pankráci, v Malé pevnosti v Terezíně a nakonec 24. října 1942 zavražděni výstřelem z malorážní pistole do týla v koncentračním táboře Mauthausen.

## Podrobný životopis

### Rodinný původ
Pavla (křtěná Paula Berta) Pichlová se narodila 3. března 1896 v Plzni do rodiny plzeňského strážníka Aloise Pichla a Anny Pichlové rozené Blažkové. Její otec Alois Pichl pocházel z vesnice Frühbuss (Přebuz) (německy Frühbuß) v Krušných horách, která se nachází v blízkosti státní hranice s Německem v oblasti mezi Nejdkem a Kraslicemi. Alois Pichl byl synem obchodníka Josefa Pichla a Marie Pichlové rozené Hönigové z Frühbussu (Přebuzu) číslo popisné 131. Její matka Anna Pichlová (rozená Blažková) pocházela z manželství městského strážníka Františka Blažka z Plzně a Anny Blažkové (rozené Kůskové) z Domažlic. V době, kdy byla novorozená Pavla Pichlová křtěna katechetou Josefem Uhrem jako Berta tj. (14. března 1896) bydlela rodina Pichlových na adrese Plzeň město číslo popisné 52. Pavla Pichlová byla římskou katoličkou a také členkou Sokola Plzeň.

### Svatba
Dne 5. června 1923 v Plzni  se konala svatba sedmadvacetileté Pavly Pichlové s o pět let starším Václavem Králem. V době svatby dvaatřicetiletý Václav Král se narodil v Plzni 2. května 1891 na Saském předměstí v domě číslo 278. Před první světovou válkou byl sice jen číšníkem, ale v roce 1922 už byl zaměstnán jako „strážník bezpečnosti“. Později zastával funkci inspektora u státní policie. Nevěsta Pavla Pichlová bydlela v době svatby ve Veleslavínově ulici číslo 16 v Plzni (Veleslavínova 339/16, 301 00 Plzeň 3 - Vnitřní Město) a ženich Václav Král v ulici Pod Záhorskem číslo 1 (Pod Záhorskem 22/1, 301 00 Plzeň 1 - Severní Předměstí). Svatební obřad se odehrával v arciděkanském chrámu v Plzni, kde jej vedl kněz Antonín Havelka spolu s farářem ve výslužbě Václavem Hauserem. Z nevěstiny strany šel za svědka Eduard Pichl (elektrotechnik z Plzně, bytem v Nauesově ulici číslo popisné 43); ženich si přizval za svědka Tomáše Altmana (strojvedoucího ČSD, bytem Plzeň – Koterovská číslo popisné 45). Novomanželé Pavla Králová a Václav Král bydleli po svatbě v nájemním domě v plzeňské ulici Pod Záhorskem číslo 1, kam se policejně přihlásili již 8. června 1923. Dům byl relativně nový, pocházel z roku 1912, kdy jej nechal vystavět Václav Kabát. Rodina obývala dvoupokojový byt číslo 6 ve druhém patře, kde se dále nacházely ještě dva nájemní byty. Dům disponoval dvěma vchody a v mezipatře před druhým patrem byl malý balkón, z něhož se bylo možno dostat na střechu přiléhající terasy. Ta přecházela do okolního terénu.

### Helenka
Jediná dcera manželů Králových Helena Králová se narodila v Plzni 21. června 1925. V roce 1939 se čtrnáctiletá Helena náhodně seznámila při bruslení s o rok mladší Olgou Forstovou (rozenou Jiříkovičovou, * 24. dubna 1926). Setkávání obou dívek záhy přerostlo v silné přátelství. Olga, která během druhé světové války bydlela v Kotkově ulici 25 v Plzni, rodinu Králových často navštěvovala a Královi k ní pojali pouto téměř rodičovské.

### Slovensko
V roce 1929 vykonával Václav Král funkci obvodního inspektora na cizineckém oddělení policie v Bratislavě, kde bydlel na Dunajské ulici číslo 2. Zřejmě v Bratislavě se Václav Král seznámil s bývalým legionářem a policejním inspektorem sloužícím u Policejního ředitelství v Bratislavě Janem Bejblem, který se se svojí manželkou Antonií Bejblovou (rozenou Chalupovou) po 14. březnu 1939 (po vyhlášení samostatného Slovenského štátu) přestěhoval do Prahy. Poštovní úředník Václav Růta pracoval po skončení první světové války a vzniku Československa (tedy ve 20. a 30. letech 20. století) u drážní pošty v Bratislavě. Po vzniku Slovenského štátu se celá rodina Růtových přestěhovala do Prahy, kde byl Václav Růta zaměstnán na poště sídlící na hlavním nádraží. Jak Jan Bejbl, tak i Václav Růta se stali Královými blízkými spolupracovníky v odboji a nejspíše to bylo též na základě předchozí známosti z Bratislavy.

Spolupracovníci v odboji (I.)
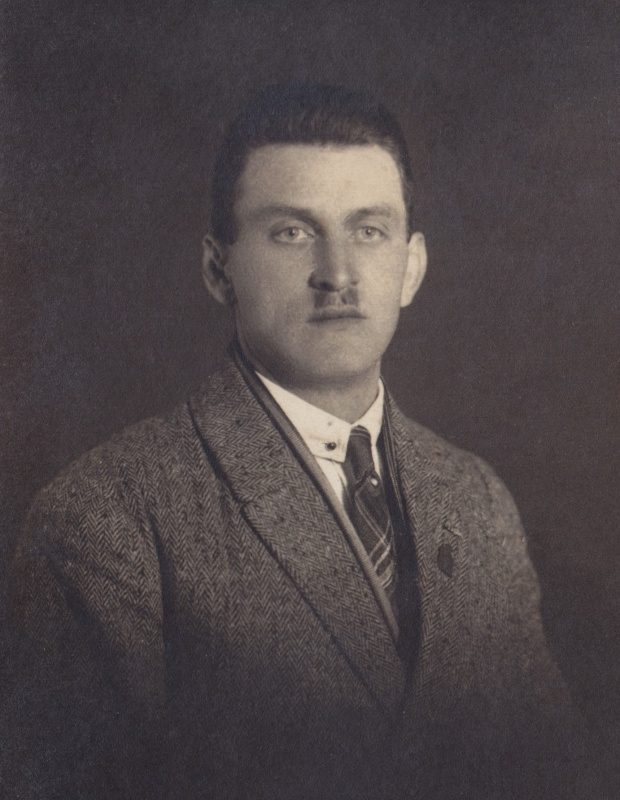
Jan Bejbl
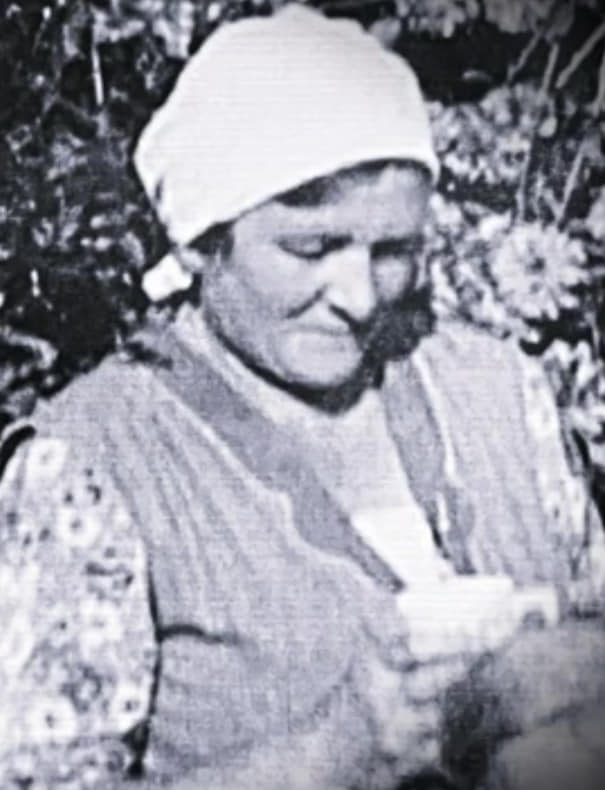
Antonie Bejblová
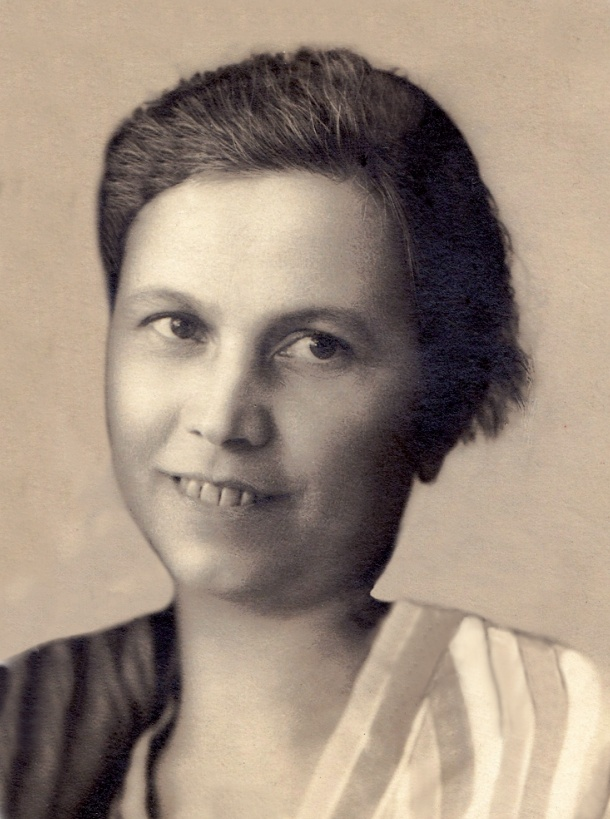
Manželka Václava Růty – Marie Růtová

### Anthropoid
Kontakt na rodinu Králových v Plzni dostali parašutisté operace Anthropoid (Jozef Gabčík a Jan Kubiš) na palubě ve výsadkovém čtyřmotorovém bombardovacím letounu Halifax A Mk až během letu nad Protektorátem Čechy a Morava od štábního kapitána generálního štábu Jaroslava Šustra. Vlivem navigační chyby byli Gabčík s Kubišem vysazeni na zmrzlou a zasněženou půdu protektorátu 29. prosince ve 2 hodiny a 24 minut greenwichského času u Nehvizd východně od Prahy. Jozef Gabčík se při seskoku zranil na noze. První konspirační adresa, kterou mohli parašutisté využít vedla do bytu Králových. Druhá adresa vedla do Plzně do bytu plzeňského dílovedoucího depa státních drah a bývalého funkcionáře Unie v Plzni Václava Skalického. Třetí adresa směřovala do Rokycan za penzionovaným železničním zaměstnancem Václavem Stehlíkem V Rokycanech zajistil Václav Stehlík ošetření Gabčíkova kotníku u MUDr. Zdenka Čápa. (Distorzi hlezenního kloubu s podezřením na zlomeninu kotníku zafixoval lékař sádrovým obvazem s podpatkem.)
Po jedné noci, strávené u Václava Stehlíka se 30. prosince 1941 Gabčík s Kubišem vydali na plzeňskou adresu k rodině Králových. U Václava Krále, který byl zapojen do řad členů odbojové organizace ÚVOD, se parašutisté identifikovali heslem, které pro tento případ sestavil v Anglii nadporučík Adolf Horák. (Při konstrukci hesla využil toho, že se s Václavem Králem oba v Plzni předtím dobře znali.) Václav Král s pomocí svého bratrance Ladislava Krále (zaměstnance pracovního úřadu v Plzni; * 16. května 1907 Plzeň) zajistil pro Gabčíka a Kubiše pracovní knížky a to na základě dvou parašutisty předložených (velmi dobře zhotovených) falešných občanských legitimací (Otto Strnad = Jan Kubiš; Zdeněk Vyskočil = Jozef Gabčík). Protože parašutisté požadovali od Václava Krále nějaký spolehlivý kontakt v Praze, seznámil je tedy se svým kolegou Janem Bejblem z policejního sboru, který jim předal spojení (adresu) na poštovního úředníka Václava Růtu v Praze. Dne 31. prosince 1941 odjel do Prahy k Růtovým Jan Kubiš; Jozef Gabčík zůstal u Králů v Plzni, aby si doléčoval zraněnou nohu.

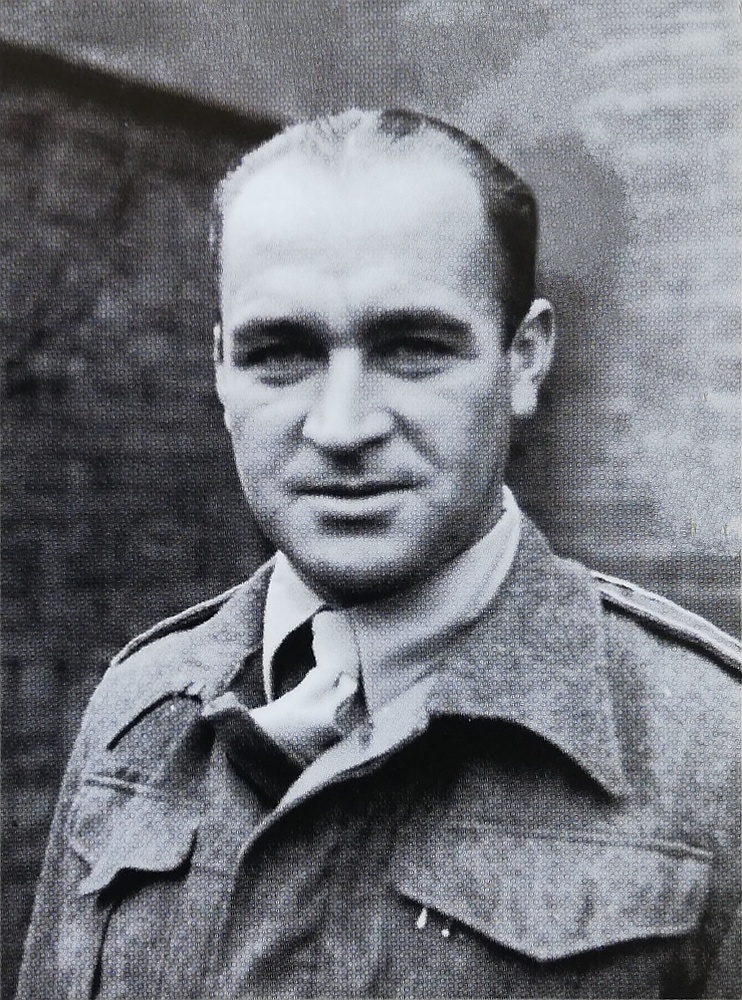
Jaroslav Šustr[p. 2]
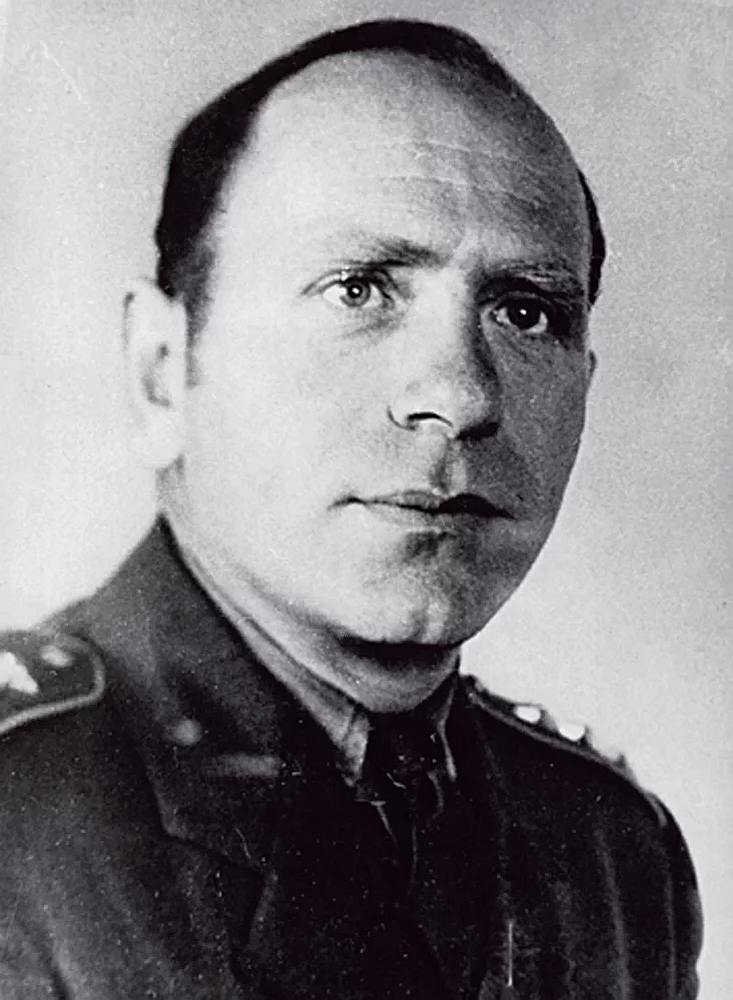
Adolf Horák
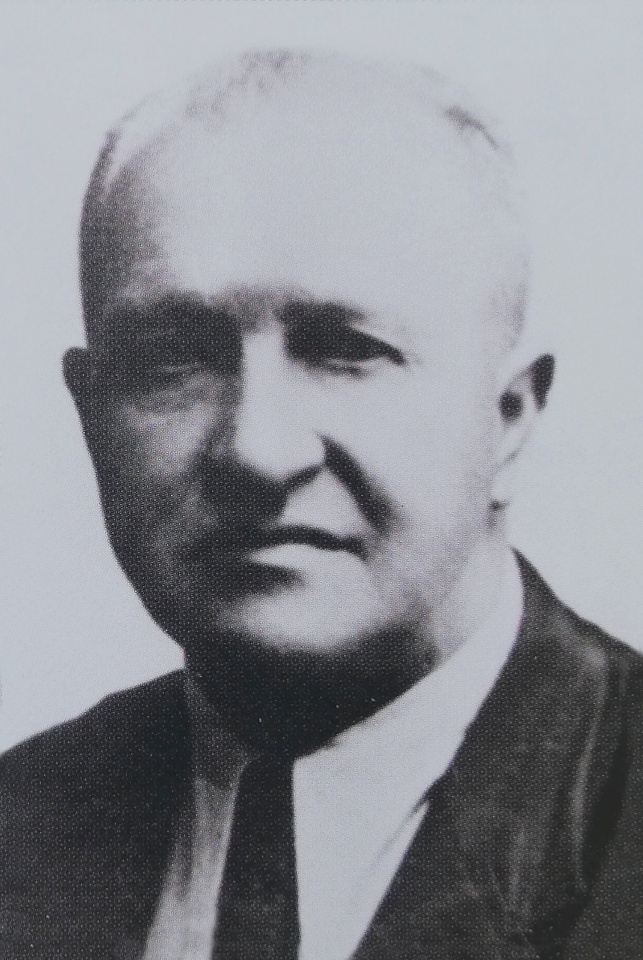
Václav Stehlík[p. 3]
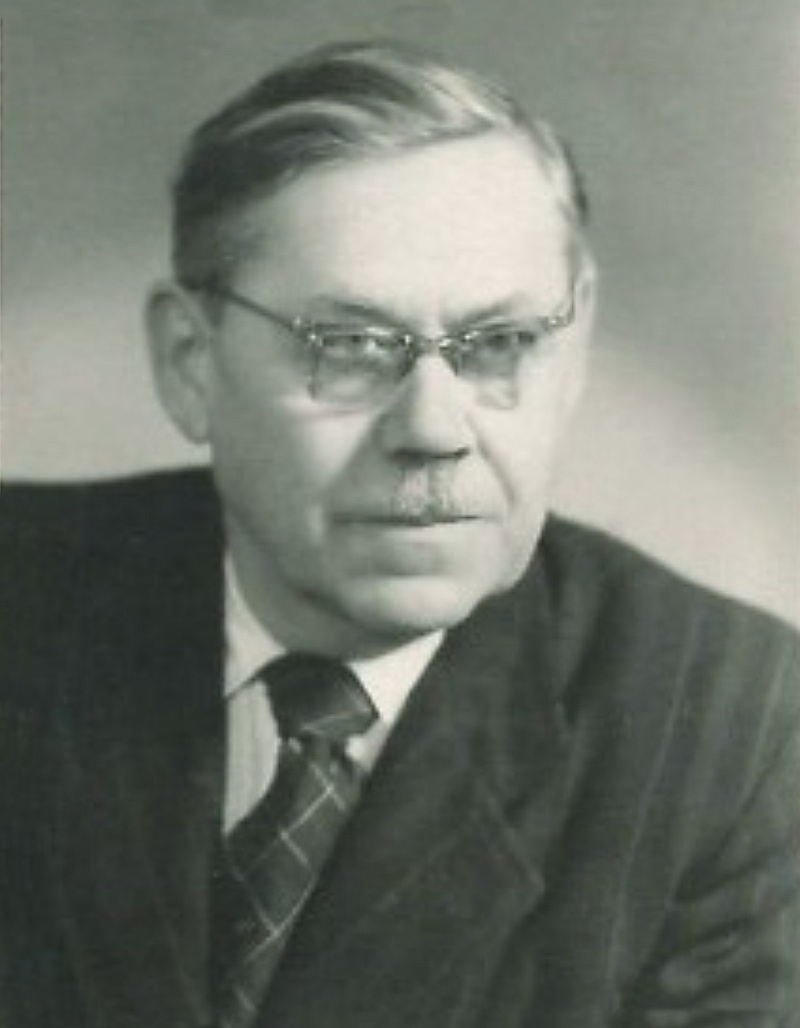
MUDr. Zdeněk Čáp[p. 4]

### Silver A
Paradesantní výsadek Silver A (nadporučík Alfréd Bartoš, rotmistr Josef Valčík a četař, šifrant a radista Jiří Potůček + vysílačka Libuše) byl vysazen nad protektorátem ze stejného letounu a ve stejný den (a obdobný čas) jako výsadek Anthropoid a rovněž na jiném než plánovaném místě, a sice u obce Senice u Poděbrad. Z téhož letounu byl realizován i paradesantní výsadek Silver B (rotný Jan Zemek a četař Vladimír Škacha), kteří přistáli na dopadové ploše u obce Kasaličky u Přelouče.
Velitel výsadku (in memoriam štábní kapitán jezdectva) Alfréd Bartoš měl po seskoku navázat spojení s pražským Ústředním vedením odboje domácího (ÚVOD)em, se štábním kapitánem Václavem Morávkem a zároveň i se zbývajícími výsadkáři ze Silver B a Anthropoid. Spojení se Silver B se navázat nepodařilo, ale díky záchytné adrese u Králových v Plzni se skupina Silver A napojila ještě někdy před 5. březnem 1942 na Anthropoid a u Králů mohla využívat ubytování, potravinovou podporu i získat (díky kontaktům Václava Krále) falešné protektorátní doklady (padělané legitimace a pracovní knížky).

### Operace Canonbury – letecký útok na Škodovy závody

#### Příprava
Prvotní Benešova myšlenka na bombardování plzeňské Škodovky byla rozpracována anglickou SOE a II. Odborem exilového Ministerstva národní obrany (MNO) v Anglii a vyžadovala spolupráci domácího odboje při označení leteckých cílů na zemi. Pro rozdělování úkolů a synchronizaci akcí byla využívána vysílačka Libuše.
V noci z 27. března na 28. března 1942 seskočily na území Protektorátu Čechy a Morava dvě paraskupiny (Out distance; Zinc). U Ořechova blízko Telče přistáli příslušníci Out distance (nadporučík Adolf Opálka, rotný Karel Čurda a desátník aspirant Ivan Kolařík) s úkolem navést britské bombardéry na cíle nebo na vybrané dopadové plochy, kam mohl být bezpečně shozen materiál určený po odbojové skupiny. Pro navádění letadel byla Out distance vybavena speciálním krátkovlnným radiomajákem Rebecca, který byl po dopadu ukryt (zakopán) v místě blízkém seskoku. Při seskoku si Adolf Opálka poranil nohu, doléčoval se u své tety v Rešicích na jižní Moravě a ostatní členové výsadku se na jeho příkaz rozptýlili. U Gbel na Slovensku přistáli parašutisté skupiny Zinc (nadporučík Oldřich Pechal, rotmistr Arnošt Mikš a četař Viliam Gerik), jejichž úkolem byly zpravodajské úkoly v regionu jižní Moravy.
Obsáhlé instrukce k přípravě náletu na Škodovku obdrželi parašutisté 15. dubna 1942 prostřednictvím radiostanice Libuše. Velitel Out distance (Adolf Opálka) dostal povolení do akce zapojit i oba členy výsadku Anthropoid (Gabčíka a Kubiše), úkol vyzvednout radiomaják Rebeccu a (mimo jiné) zajistit i bezpečné ubytování a stravování pro dvě až tři osoby. Předestřené úkoly měly být splněny do 20. dubna 1942. Londýn spoléhal na podporu ze strany plzeňského domácího odboje a jmenoval v této souvislosti i Václava Krále.

#### Realizace
Radiomaják na dopadové ploše u Ořechova padl do rukou gestapa, takže pro označení cílů muselo být použito ohňů (zapálení stodoly v obci Skvrňany, která byla asi 600 metrů od cíle, zapálení objektu 1 km od cíle ve vzdálenosti asi 200 metrů severně od Goldscheidrovy továrny). Kvarteto parašutistů Jan Kubiš, Josef Gabčík, Adolf Opálka a Josef Valčík bylo od 17. dubna 1942 v Plzni. Během pobytu v Plzni byli parašutisté (kromě bytu Králových) ubytováni střídavě u Kučerů, Bejblů (Jan Bejbl a jeho choť Antonie Bejblová) a Hrdličků. Dne 23. dubna 1942 se k nim připojil Karel Čurda. Dne 23. dubna 1942 večer se v bytě Králových sešli Jozef Gabčík a Jan Kubiš (výsadek Athropoid), Josef Valčík a Alfred Bartoš (výsadek Silver A) a Adolf Opálka a Karel Čurda (výsadek Out Distance), aby naplánovali podrobnosti celé operace. Dne 24. dubna 1942 bylo během příprav v terénu rozhodnuto, že k založení požáru stačí čtyři osoby (bez Alfréda Bartoše a bez Jozefa Gabčíka, který se přesunul do Prahy). 
Britská bombardovací letadla Short Stirling se objevila nad Plzní v noci (ze soboty na neděli) dne 26. dubna 1942 v 1:30, když se předtím podařilo parašutistům zapálil pomocí benzínu (opatřil jej Václav Král) oba vytipované objekty v ose náletu. (Josef Valčík s Janem Kubišem podpálili stodolu a Karel Čurda s Adolfem Opálkou nechali vzplanout druhý objekt.) Bombardéry čelily německé protiletecké palbě, tříštivé a zápalné bomby (každý bombardér nesl 6 kusů leteckých pum, každá 1000 liber) shodil jen jeden stroj. Výrobní haly Škodovky ani seřaďovací nádraží (dva z hlavních cílů náletu) zásahy nedostaly (bomby dopadly severně od závodu), jediným vojensky významným zasaženým cílem byla baterie děl dislokovaná u řeky Mže. Samotní piloti ve svém hlášení po návratu z akce uváděli, že výsledky bombového útoku „nebyly pozorovány, protože cíl byl zakryt mraky a nemohl být řádně identifikován“. K tomuto faktu přispěla i skutečnost, že v té době disponovala Škodovka systémem umělého zamlhování celého výrobního závodu pomocí sudů, které po otevření začaly intenzivně vyvíjet mlhu.
Londýnem následně požadovanou podporu při opakování celé akce Canonbury ze strany parašutistů odmítl velitel paravýsadku Silver A Alfréd Bartoš (hrozilo riziko prozrazení parašutistů). Britské bombardéry provedly opakovanou akci nad Plzní v noci ze 4. na 5. května 1942 (bez pozemního označení cílů) s minimálním výsledkem.

Škodovy závody v Plzni
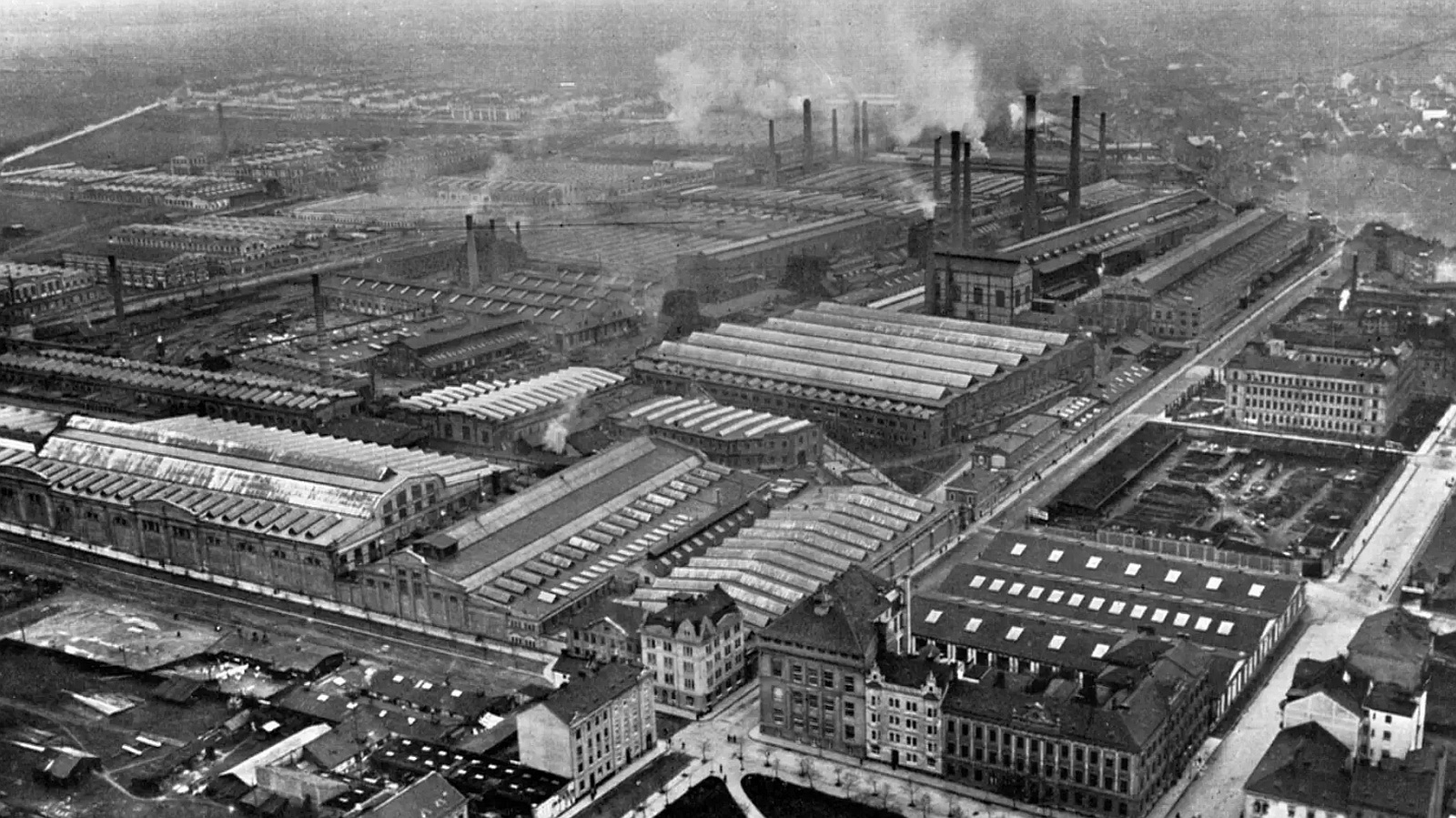
Celkový pohled na rozsáhlé Škodovy závody mezi léty 1926 až 1938
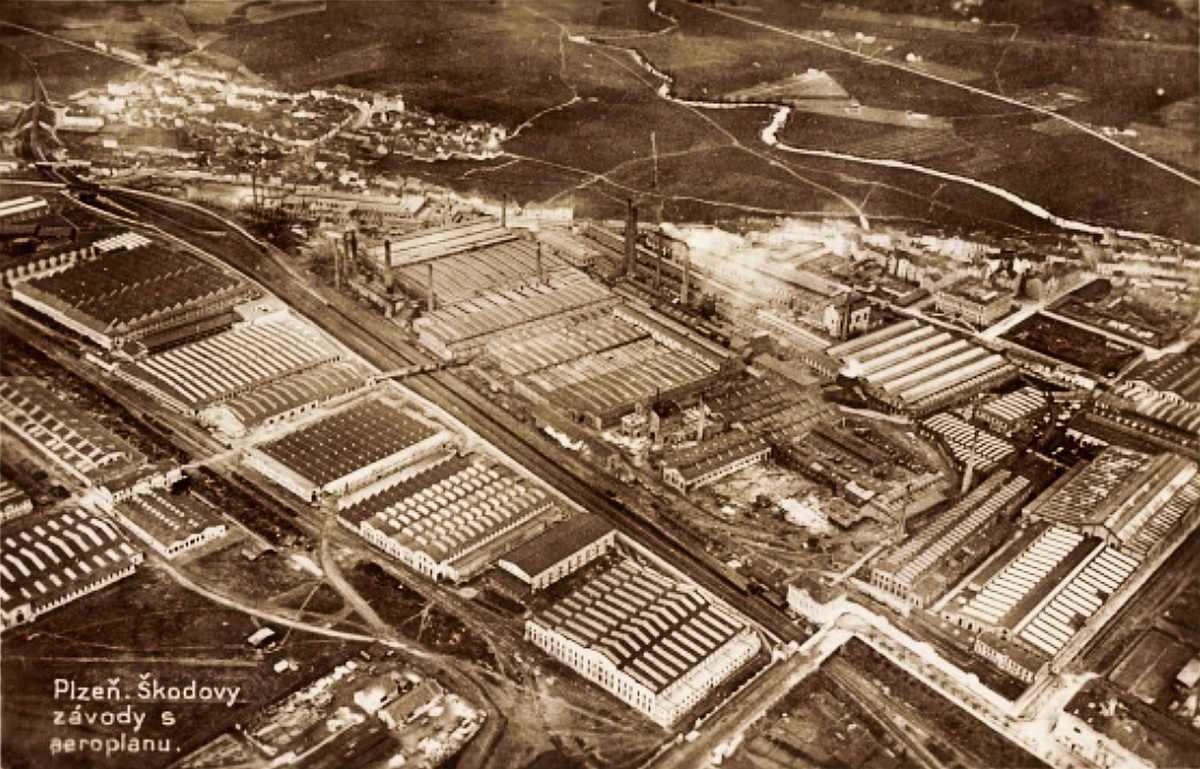
Letecký pohled na Škodovy závody v Plzni (rok 1929)
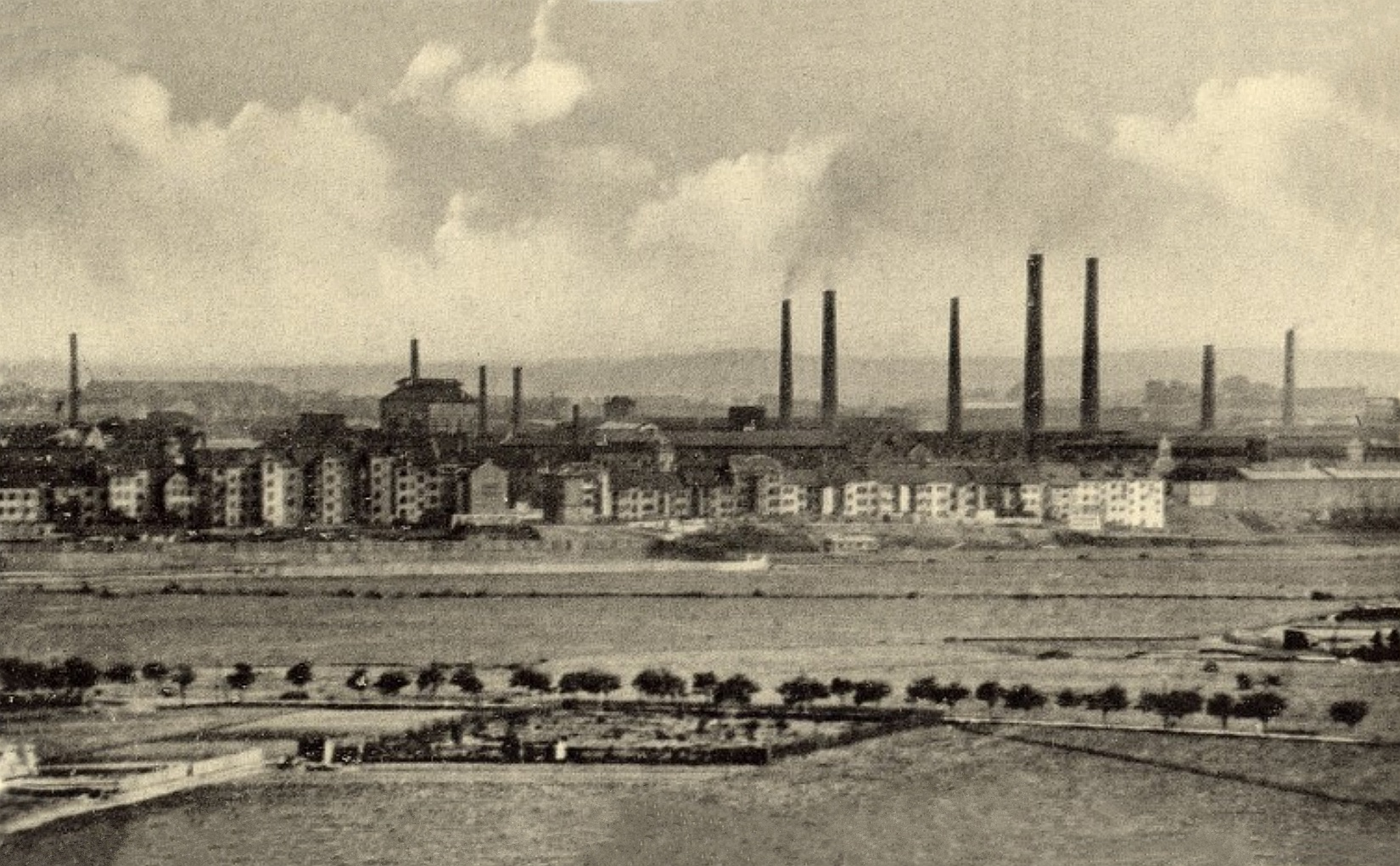
Plzeň, Škodovy závody, rok 1929
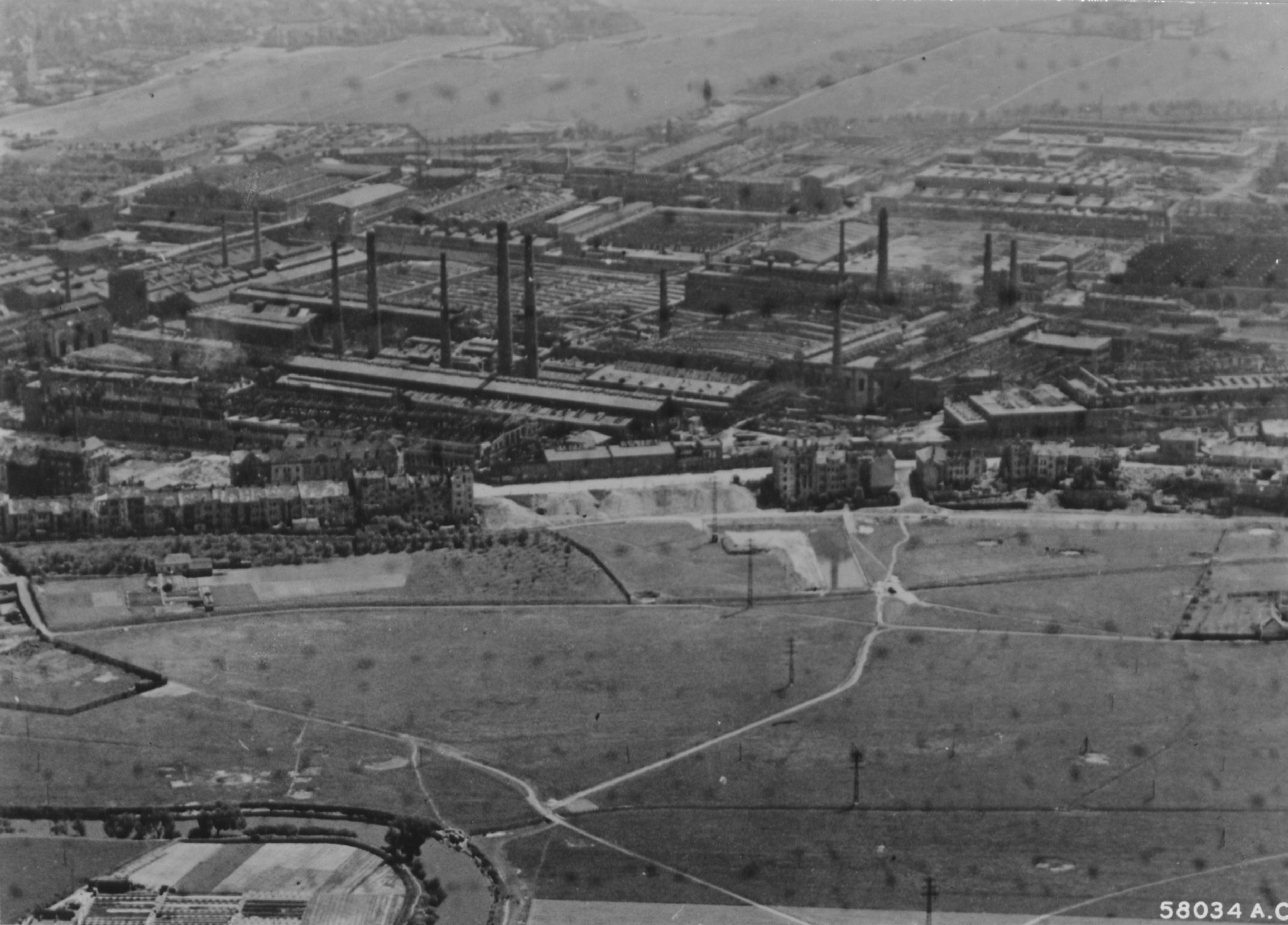
Rozsáhlý zbrojní závod Škoda v Plzni v západních Čechách. Když Američané vstoupili do Plzně, Němci odklízeli trosky ve Škodových závodech a jejich okolí. (červenec 1945)

### Operace Steel
Při operačním letu v noci z 27. dubna na 28. dubna 1942 byly u osady Požáry v Křivoklátských lesích vysazeny tři paradesantní skupiny. Tou poslední z nich byla Steel s radistou svobodníkem aspirantem Oldřichem Dvořákem, jehož cílem bylo předat odboji krystaly do vysílacích stanic a tím zajistit jejich spojení se zahraničím a zároveň měl Oldřich Dvořák sloužit jako záloha skupině Silver A. Vysílačku na místě dopadu Oldřich Dvořák sice zakopal, ale nešťastnou náhodou ji 30. dubna 1942 vyoral kočí a četníci z Křivoklátu ji předali kladenskému gestapu. Po ukrytí operačního materiálu odjel Oldřich Dvořák na záchytné adresy v Lázních Bělohrad a v Pardubicích. Po setkání s Alfrédem Bartošem, který pro radistu bez vysílačky neměl uplatnění, byl Dvořák předán do péče odbojové organizace ÚVOD, kde začal pomáhat telegrafistovi Františku Peltánovi. Tato odbojová organizace oba radiotelegrafisty v polovině května 1942 předisponovala do Plzně do péče (a k dispozici) odbojové skupiny „Vašek-Čeněk“. (Tato skupina byla vedena MUC. Václavem Rusým a JUC. Vítězslavem Dvořákem.) A byl to Václav Král, kdo zajistil (na základě nově vystaveného křestního listu na jméno Miroslav Novotný) Oldřichu Dvořákovi falešné protektorátní doklady.
Po atentátu na Reinharda Heydricha (27. května 1942) a spuštění velkých razií německých bezpečnostních složek byl Oldřich Dvořák (na základě požadavku Václava Rusého a Vítězslava Dvořáka) za pomoci Jana Bejbla a Václava Krále plánovaně nějaký čas „skrýván“ v cele plzeňské policie a v období od 4. června až 8. června 1942 parašutistu „na oko hospitalizovali“ ve Strakonicích u MUDr. Karla Hradeckého.

Spolupracovníci v odboji (II.)
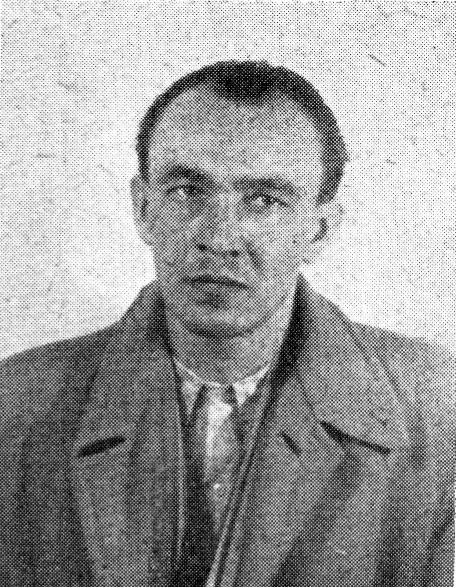
MUC. Václav Rusý (vazební foto)
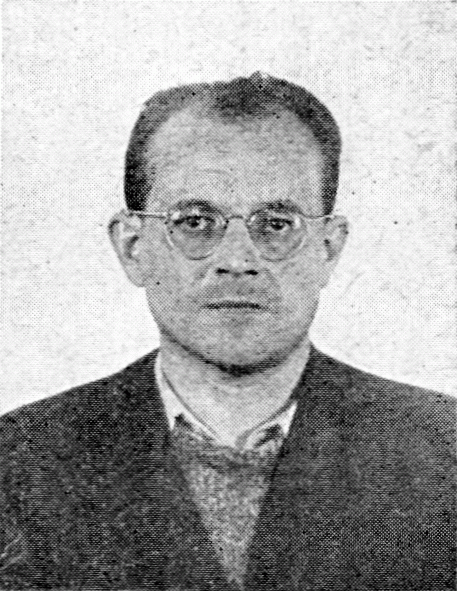
JUC. Vítězslav Dvořák (vazební foto)
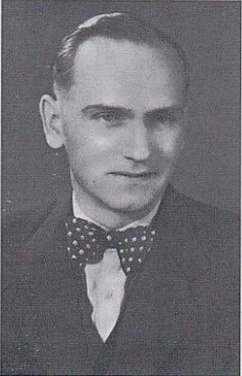
MUDr. Karel Hradecký

### Karel Čurda, zatýkání, výslechy, věznění, ...
Během zrazující výpovědi Karla Čurdy dne 16. června 1942 na řídící služebně gestapa v Praze neopomněl parašutista uvést i plzeňskou rodinu Královu, u které pobýval, když byl pověřen plněním rozkazu zajistit pozemní podporu pro bombardování plzeňské Škodovky. Následující den ve středu 17. června 1942 proběhlo v bytě Králových zatýkání. Zasahující jednotka postavila před dům uniformovanou dvojčlennou hlídku a gestapáci z plzeňské služebny v bytě provedli i první výslech zatčených členů rodiny Královy.
Když ve středu 17. června 1942 v 16.00 hodin nepřišla Helena Králová na místo pravidelné a obvyklé schůzky (u Branky) se svojí kamarádkou Olgou Forstovou, vydala se jí Olga (v domnění, že je Helena nemocná) navštívit od místa jejího bydliště. Při vstupu do domu byla zajištěna dozorujícím civilistou a po zjištění, že jde navštívit Královi, byla Olga zavlečena do jejich bytu, kde již v předsíni uviděla stojící Pavlu Královou s dlaněmi opřenými o zeď. Olga byla přinucena pokračovat dále a vstoupit do kuchyně. Tady byla, za asistence dvou uniformovaných Němců, vyslýchána česky mluvícím vyšetřovatelem v civilu. Její záporné odpovědi na otázky po mužích, které v bytě viděla byly provázeny fackami, německým křikem a pohlavky. Svoje výpovědi nezměnila a po hodině byla přivedena z vedlejšího pokoje uplakaná Helena Králová, kterou Olga musela identifikovat. Po identifikaci odvedli gestapáci Helenu Královou zpět do vedlejšího pokoje, Olze Forstové odebrali občanskou i studentskou legitimaci a nakázali jí, že se musí každý den ráno před příchodem do školy hlásit na služebně gestapa. (Tuto povinnost zrušili až po roce, kdy Olze obě legitimace vrátili zpět.)
Celá rodina Králových byla po skončení šetření v Plzni převezena do Prahy, kde byl Václav Král evidován ve 22.00 hodin coby nový vězeň v sídle gestapa v Petschkově paláci. Po skončení dalšího podrobného vyšetřování byli členové rodiny přemístěni do vazební věznice pražského gestapa do Malé pevnosti Terezín.
Dne 22. října 1942 byli Královi transportováni z Malé pevnosti v Terezíně do koncentračního tábora Mauthausen v Rakousku, kam transport dorazil 23. října 1942. Zde byli během následujícího dne, 24. října 1942, společně s dalšími českými vlastenci popraveni výstřelem z malorážní pistole v odstřelovacím koutě (Genickschussecke) mauthauzenského bunkru, který byl maskován jako domnělé měřící zařízení na výšku postavy. Jako první přišla v 8:56 ráno o život sedmnáctiletá dcera Helena Králová; její matka Pavla Králová byla zavražděna v 10.04; jejího manžela Václava Krále zasáhla kulka do týlu hlavy v 16.58. Z rodiny Králových přežila druhou světovou válku Amálie Králová – matka Václava Krále, která zesnula v roce 1951. Olga Forstová (rozená Jiříkovičová) druhou světovou válku přežila a žila ještě v roce 2011.

## Dovětek

### Pracovní knížky
Při výsleších Václava Krále se gestapo na základě jeho výpovědí nikdy nedozvědělo, že parašutistům v Plzni zajistil (díky svým kontaktům) pracovní knížky. Osoby, které Karel Čurda neznal a které se na vydání pracovních knížek podílely, tím uchránil před zatčením a nejspíš i před popravou. Jen liknavostí německých vyšetřovatelů neznalých všech příbuzenských vazeb Královy rodiny byl zachráněn Králův bratranec Ladislav. To on pracovní knížky parašutistům zajišťoval.
Poválečná komise ministerstva obrany zkoumala vyplněné formuláře (s datem 30. prosince 1941) sloužící jako podklady pro vydání pracovních knížek. Mezi formuláři nalezla žádost Otto Strnada (krycí jméno Jana Kubiše) a žádost Zdeňka Vyskočila (krycí jméno Jozefa Gabčíka). Ve svém závěru z 25. března 1947 ministerská komise konstatovala, že po porovnání rukopisů na přihlášce „bylo se vší jistotou shledáno“, že svoji přihlášku vyplňoval kapitán Jan Kubiš.

### Oldřich Dvořák
Při výsleších Václav Král neprozradil německým vyšetřovatelům ani pobyt parašutisty, radisty svobodníka aspiranta Oldřicha Dvořáka v Plzni navzdory faktu, že jej (v době před svým zatčením) napomáhal bezpečně „uklidit“ do městské věznice a později pak (v období od 4. června až 8. června 1942) do „ošetřování“ (péče) MUDr. Karla Hradeckého.

### Odbojová skupina „Vašek-Čeněk“
Václav Král nevyzradil žádné údaje o struktuře odbojové skupiny „Vašek-Čeněk“ ačkoliv byla jeho úzká spolupráce s touto ilegální organizací zřejmá. Tato skupina nebyla zatčena během zátahu na plzeňské podporovatele a ubytovatele parašutistů. Zatýkání členů této skupiny se uskutečnilo až na přelomu června a července 1942 (Vítězslav Dvořák byl zatčen 30. června 1942; Václav Rusý byl zatčen 3. července 1942). Na základě vynucených výpovědí při výslechu Vítězslava Dvořáka proběhla v noci na 4. července 1942 první vlna zatýkání. Další likvidace členů plzeňského odboje nastala 5. srpna 1942, kdy plzeňské gestapo v hromadném zátahu pozatýkalo 85 členů odboje. Šest z nich předešlo zatčení sebevraždou. Jen mizivý počet „ilegalistů“ se ale zachránil.

### Ladislav Král
Karel Čurda vyzradil následující plzeňské podporovatele: manžele Kučerovi, Královi, Bejblovi (Jan Bejbl a jeho choť Antonie Bejblová), paní Aloisii Hrdličkovou a jejího syna Jiřího Hrdličku. Václav Král a jeho odbojoví spolupracovníci neprozradili další, do celého dění byť jen okrajově zapojené osoby. Díky tomu se konce druhé světové války dožil Králův bratranec – zaměstnanec pracovního úřadu – Ladislav Král a další lidé podílející se na ukrývání výsadkáře Oldřicha Dvořáka.

## Galerie (rodina Králova)

Rodina Králova
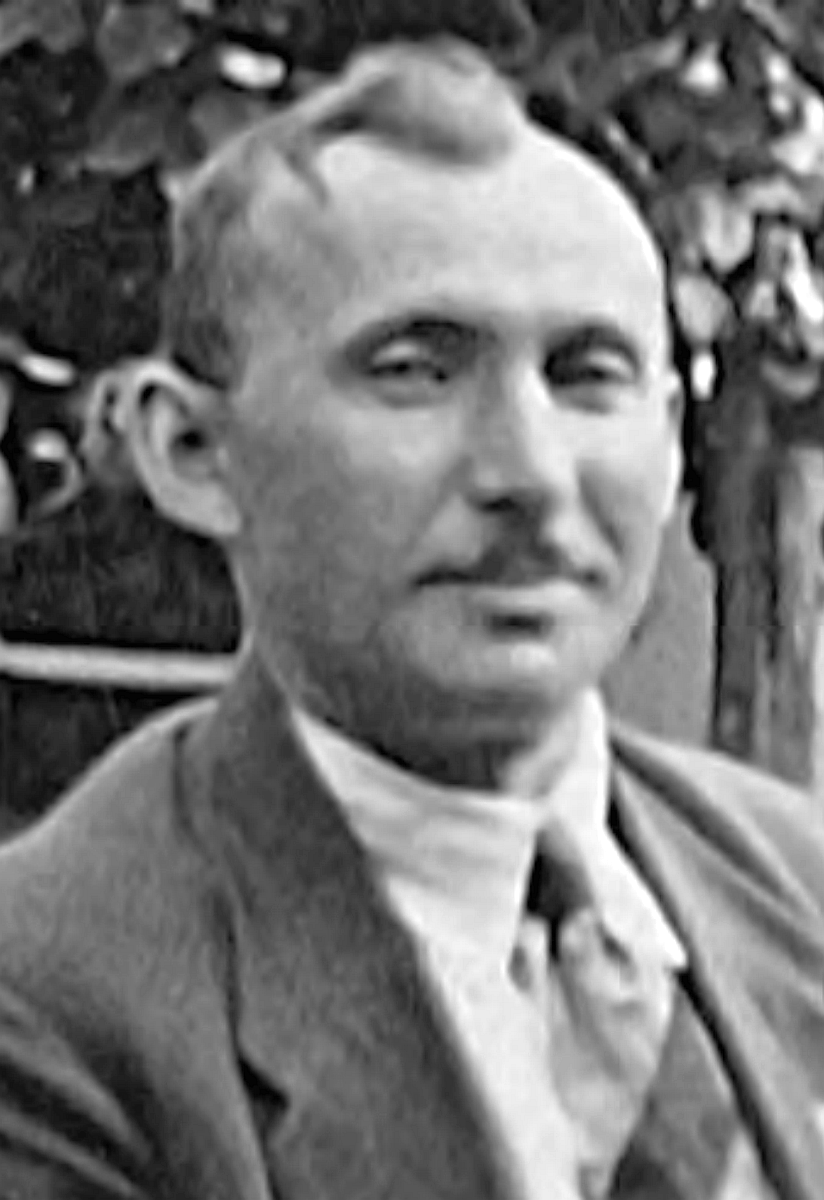
Václav Král
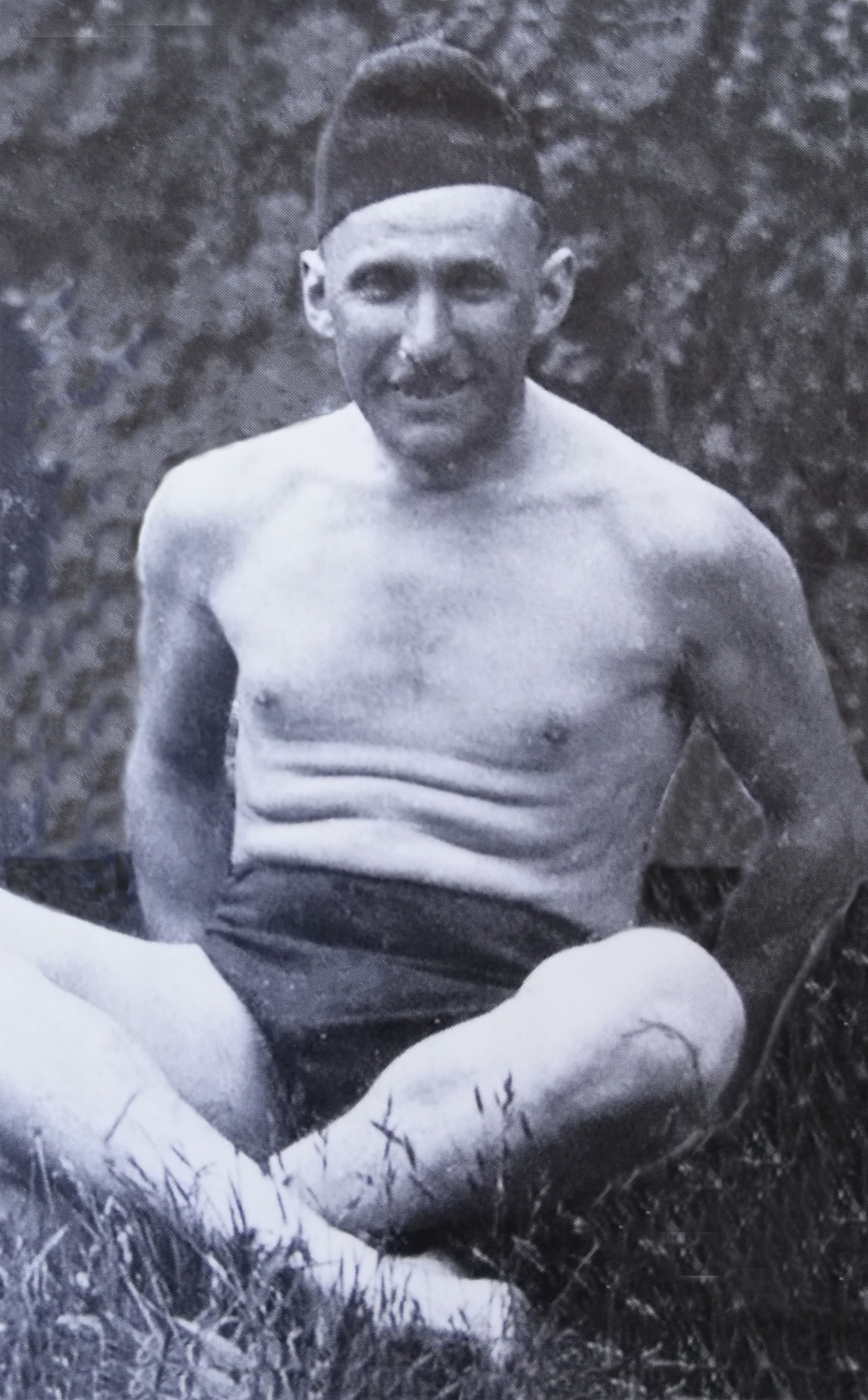
Václav Král u plzeňského rybníka Bolevec, léto 1938
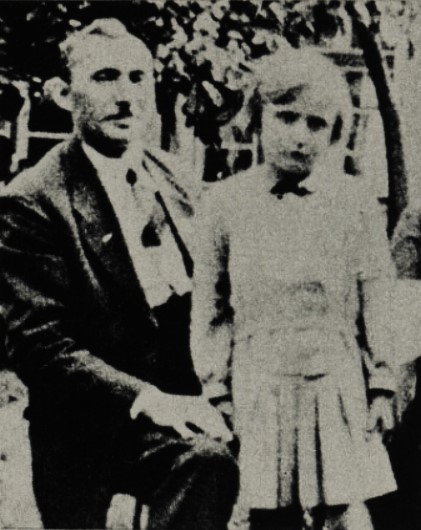
Václav Král s dcerou Helenkou
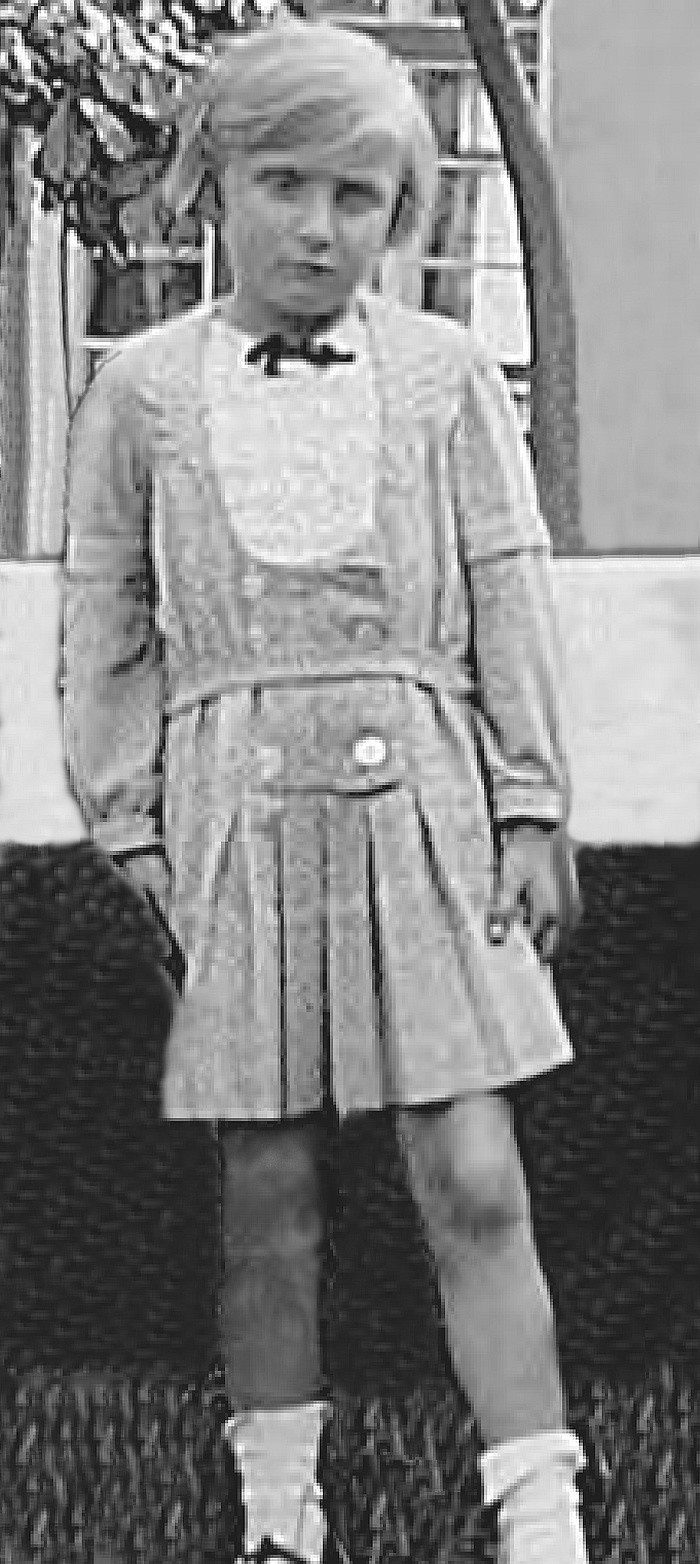
Dcera Helenka (* 1925)

## Připomínky

### Pod Záhorskem 22/1
Na fasádě secesního činžovního domu na adrese Plzeň - město, Pod Záhorskem 1/22 je umístěna pamětní deska připomínající rodinu policejního inspektora Václava Krále, která byla gestapem zavražděna v koncentračním táboře Mauthausen za poskytnutí ubytování parašutistům paradesantního výsadku Anthropoid – Jozefa Gabčíka a Jana Kubiše. Samostatná deska byla na dům osazena v roce 1997.
Bronzové busty obou parašutistů, které odlila pražská firma Otakar Příhoda–ArtMetal byly k pamětní desce přidány dodatečně (po její levé a pravé straně) při jejich slavnostním odhalení v úterý dne 7. října 2014 v 10.00 hodin. Autorem návrhu bust je Stanislav Bukovský a náklad na jejich zhotovení (jedno sto tisíc korun) uhradil Městský obvod Plzeň 1. Součástí pamětního místa je i reliéf Václava Krále.        
Na pamětní desce uprostřed bust je nápis: V TOMTO DOMĚ V RODINĚ POLICEJNÍHO INSPEKTORA VÁCLAVA KRÁLE / NALEZLI PO NOČNÍM SESKOKU ZE DNE 29. PROSINCE 1941 / SVŮJ PRVNÍ DLOUHODOBÝ ÚKRYT / ČS. VOJÁCI - PARAŠUTISTÉ SKUPINY ANTHROPOID Z LONDÝNA / ROTMISTŘI JOZEF GABČÍK A JAN KUBIŠ. / POVĚŘENI NESNADNÝM ÚKOLEM ODSTRANIT KATA ČESKÉHO NÁRODA / ZASTUPUJÍCÍHO ŘÍŠSKÉHO PROTEKTORA V ČECHÁCH A NA MORAVĚ / GENERÁLA POLICE A SS OBERGRUPPENFÜHRERA REINHARDA HEYDRICHA. / ZA PŘECHOVÁNÍ NÁRODNÍCH MSTITELŮ, / BYLA RODINA VÁCLAVA A PAVLY KRÁLOVÝCH SE SEDMNÁCTILETOU / DCEROU HELENKOU KRÁLOVOU UMUČENA NACISTY / DNE 24. ŘÍJNA 1942 V KT MAUTHAUSENU. // JOSEF / GABČÍK (pod pravou bustou) // JAN / KUBIŠ (pod levou bustou)
Stanislav Bukovský provedl návrh pamětní desky, návrh reliéfu a bust. Pamětní desku realizoval Jaromír Nedorost. Odlitek reliéfu a obou bust realizoval Otakar Příhoda. Na tvorbě se podílel i Otokar Walter mladší (druhotně použity reliéf na pamětní desce). 

### Památník před kostelem svatého Cyrila a Metoděje
Její jméno (Králová Pavla roz. Píchová * 3. 3. 1896) je uvedeno na pomníku při pravoslavném chrámu svatého Cyrila a Metoděje (adresa: Praha 2, Resslova 9a). Pomník byl odhalen 26. ledna 2011 a je součástí Národního památníku obětí heydrichiády.

## Galerie (pamětní desky)

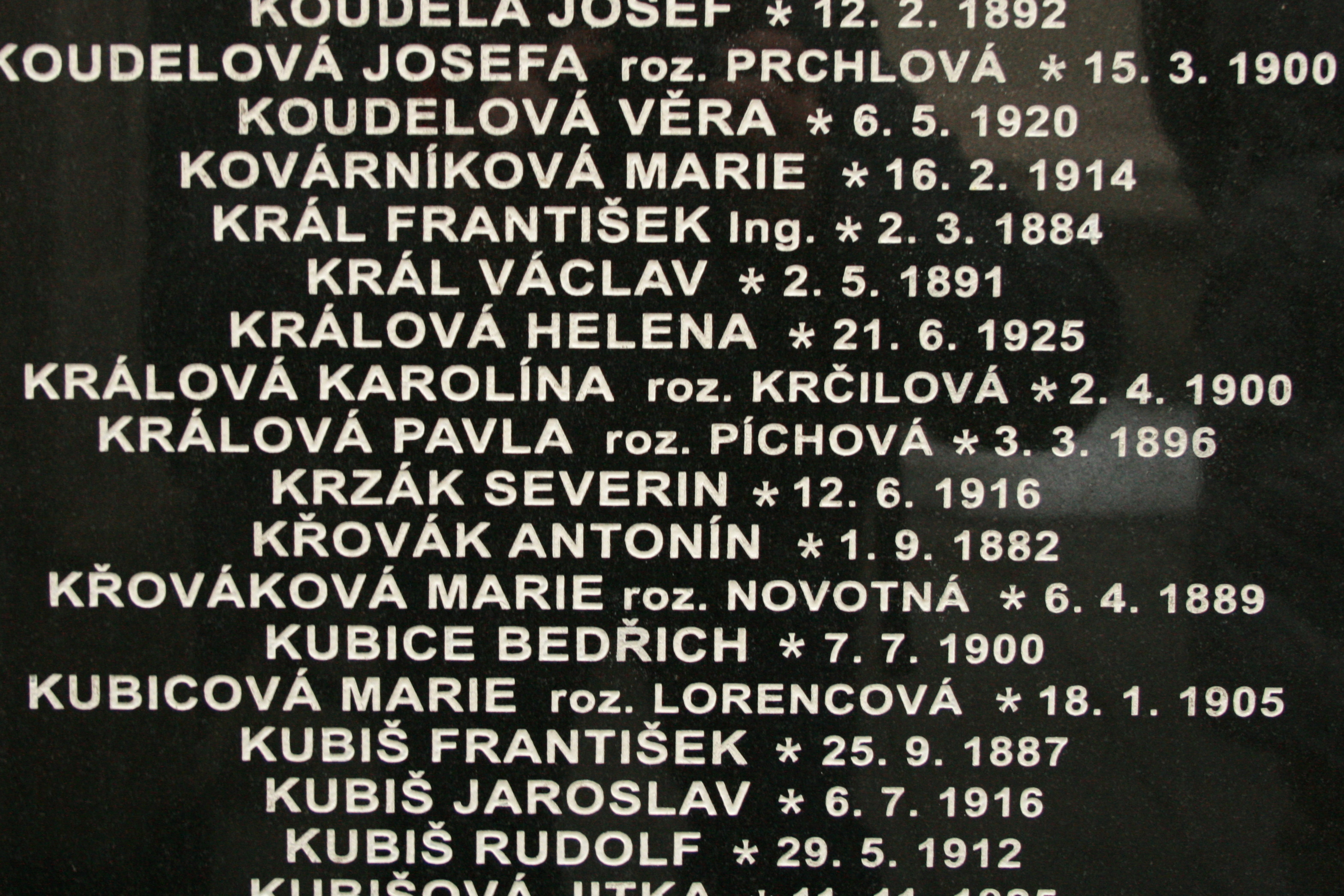
Jména Václava, Pavly a Heleny Králových na pomníku obětí heydrichiády před kostelem svatého Cyrila a Metoděje v pražské Resslově ulici
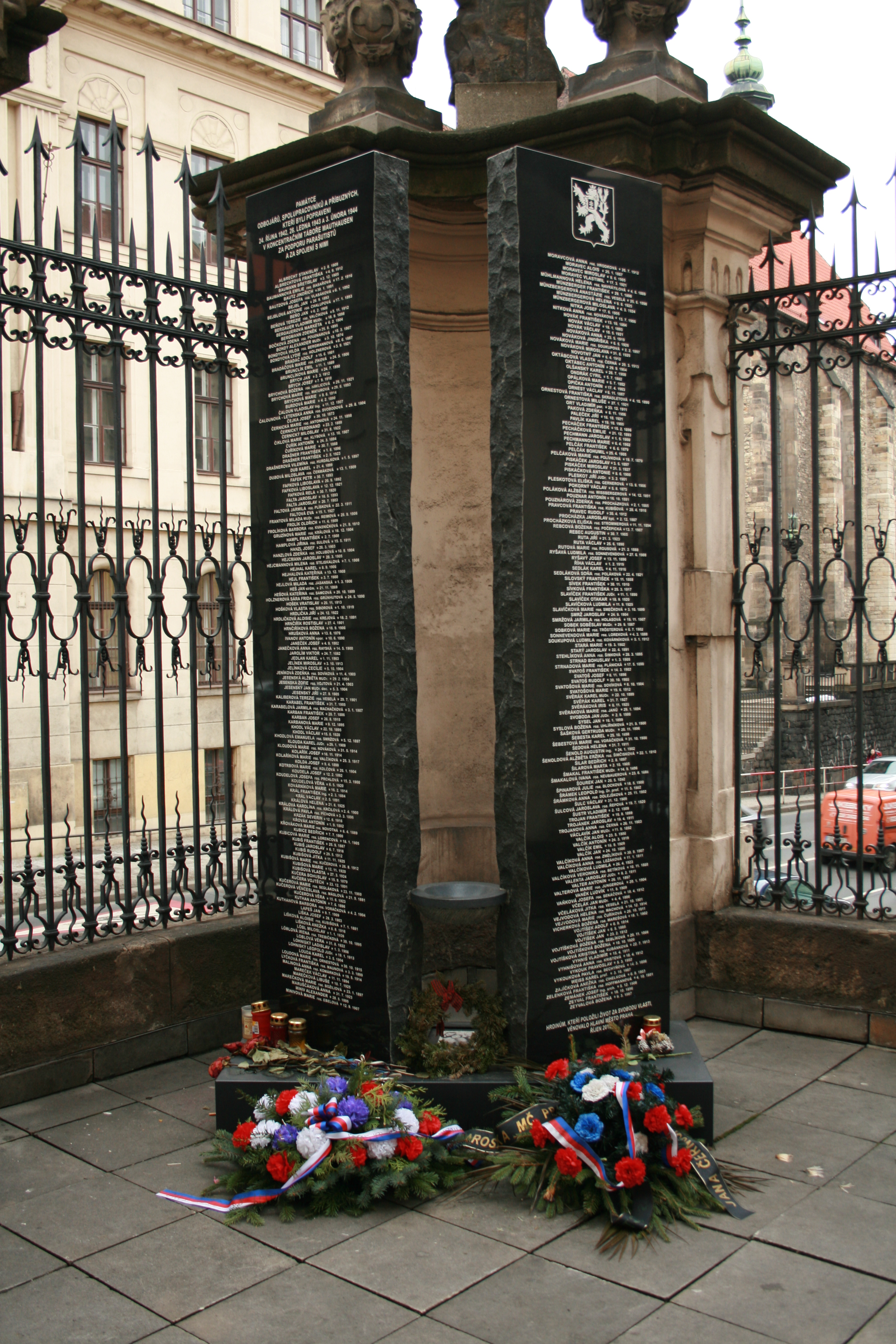
Památník obětí heydrichiády před kostelem svatého Cyrila a Metoděje v pražské Resslově ulici
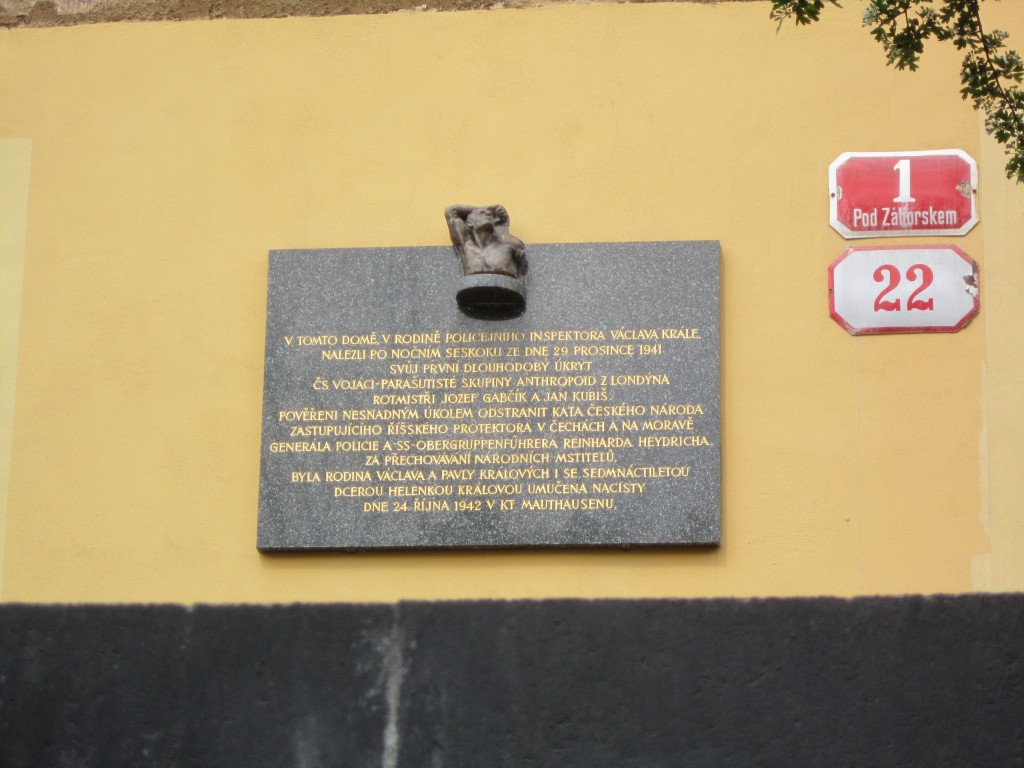
Pamětní deska na domě v plzeňské ulici Pod Záhorskem č. p. 22/1 (ještě před osazením bust Gabčíka a Kubiše)
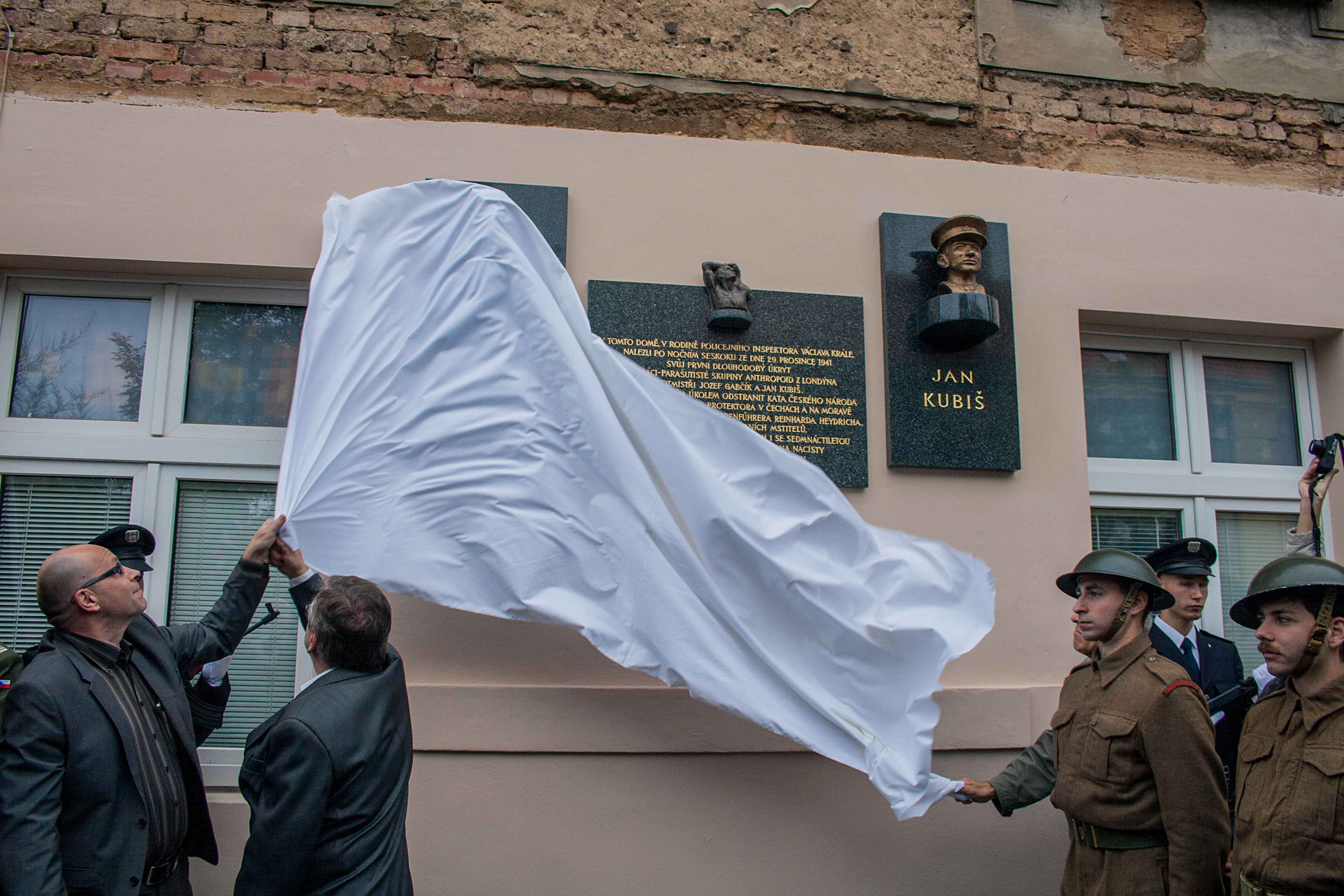
Odhalení bust Jozefa Gabčíka a Jana Kubiše na domě v plzeňské ulici Pod Záhorskem číslo popisné 22/1 počátkem října 2014
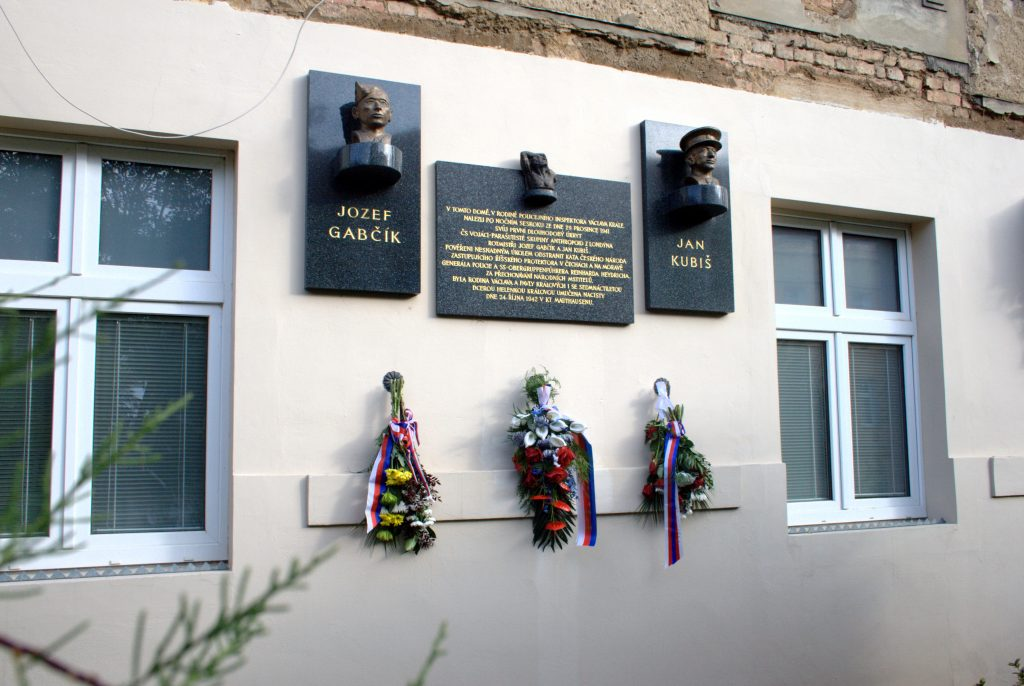
Pamětní deska s bustami na domě v plzeňské ulici Pod Záhorskem č. p. 22/1 (rok 2016)
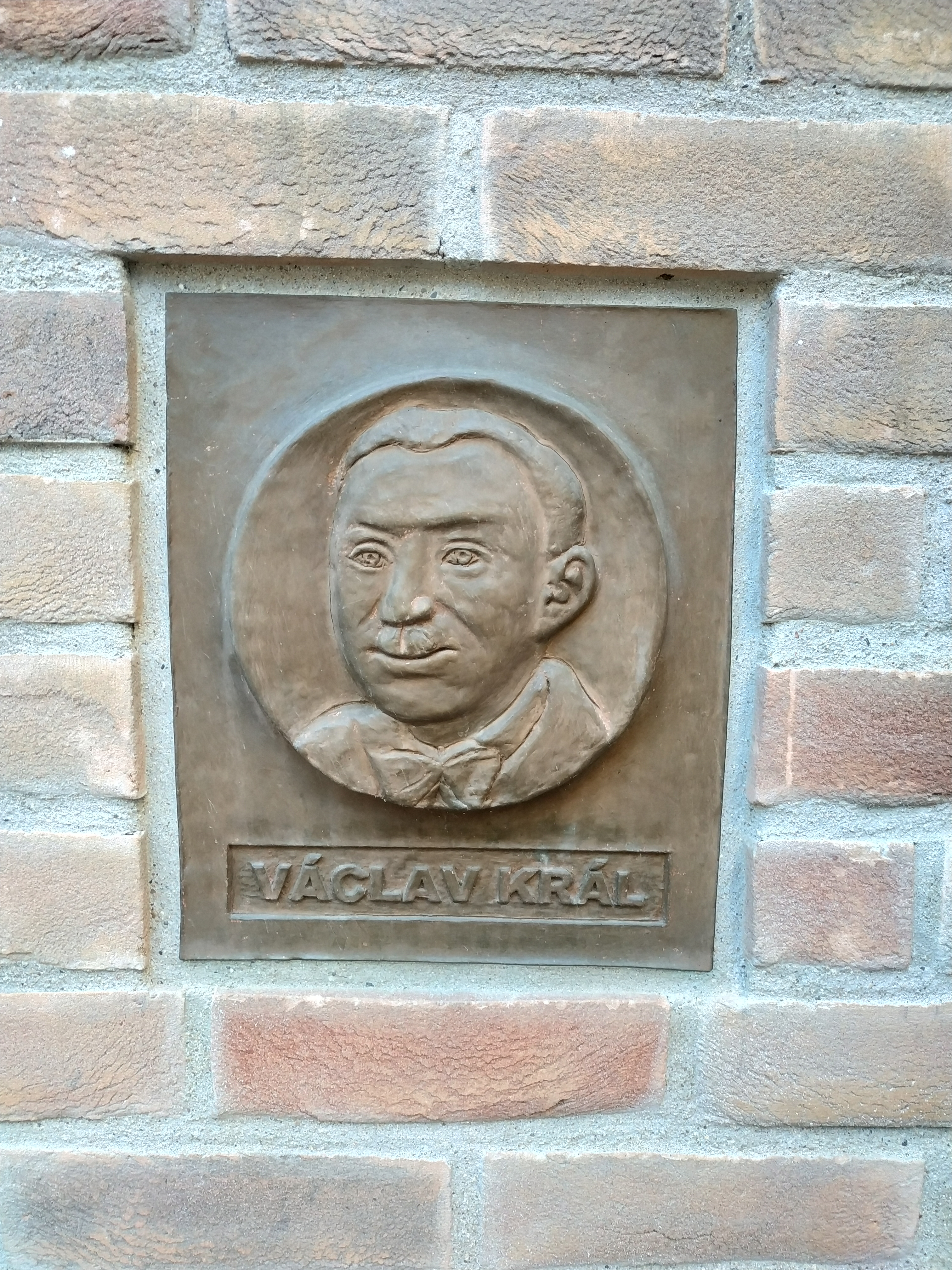
Pamětní deska v ulici Pod Záhorskem v Plzni